# Nagy Géza (szobrász)
Nagy Géza (Budapest, 1921. november 6. – Budapest, 2003. március 1.) magyar szobrászművész. 

## Életpályája
Tanulmányait Medgyessy Ferenc műtermében kezdte. 1939 és 1944 között a Magyar Képzőművészeti Főiskolában Sidló Ferenc tanítványa volt. 1957-től Budapesten, a Várbazárban lévő műtermében dolgozott. Köztéri szobrokat, kisplasztikákat és érmeket készített. Művei tradicionális szellemiségű, figuratív kompozíciók. Munkásságának kiemelkedő jelentőségű alkotásai a kő- és bronzportrék.

## Kiállításai

### Egyéni kiállításai
- 1982 Művelődési Ház, Dombóvár
- 1992 Művelődési Ház, Tata
- 1996 Kortárs Művészeti Galéria, Budapest

### Válogatott csoportos kiállításai
- 1989, 1991, 1993 VII., VIII., IX. Országos Éremművészeti Biennálé, Lábasház, Sopron

## Díjai, elismerései
- Ravenna, Nemzetközi Kisplasztikai Biennálé, II. díj (1975)

## Köztéri művei

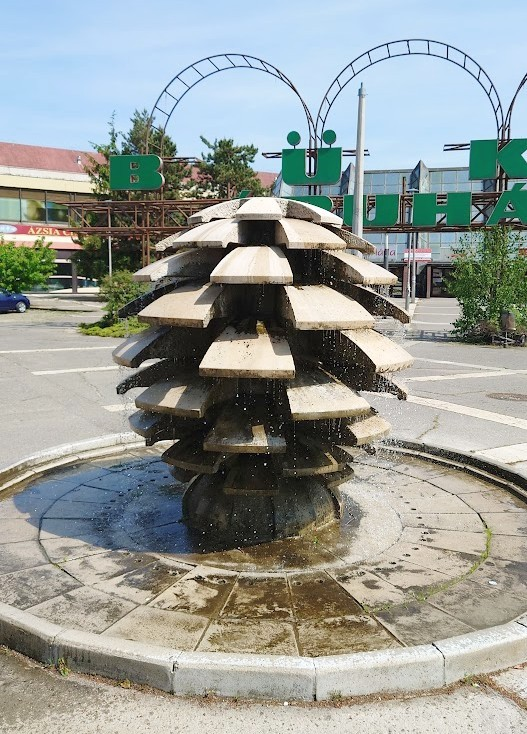
Toboz csurgó

- Teknősbéka (beton, bronz, kútszobor, 1958, Budapest, IV. ker., Papp József tér)
- Szökellő őz, Nyilazó lovas, Sebzett szarvas (épületdíszítő kő domborművek, 1958, Pécs, Uránváros)
- Napóra (mészkő, 1963, Gödöllő, Víztorony)
- Táncsics Mihály (kő mellszobor, 1964, Ganna)
- Uray Tivadar síremléke (mészkő, 1965, Budapest, Farkasréti temető)
- Fazola Frigyes (mészkő, 1965 k., Miskolc, Lenin Kohászati Művek)
- Alle-gorikus figura (mészkő, 1968, Várpalota, Oroszlános udvar)
- Halas kútszobor (mészkő, 1968, Hódmezővásárhely)
- Horváth Márk (mészkő, 1971, Szigetvár)
- Dózsa (mészkő, 1972, Balassagyarmat, Általános Iskola)
- Ujhelyi Imre (mészkő, 1973, Dunapataj)
- Táncsics Mihály (mészkő, domborműves emléktábla, 1975, Budapest, XII. ker., Táncsics Mihály Gimnázium)
- Ujhelyi Imre (bronz mellszobor, 1977, Budapest, MÉM-árkád)
- Béri Balogh Ádám (kő mellszobor, 1979, Vaja)
- Györffy István (bronz, 1981, Hajdúböszörmény)
- Kodály Zoltán (mészkő mellszobor, 1982, Dombóvár, Zeneiskola)
- Molnár György (bronz mellszobor, 1985, Dombóvár, Általános Iskola)
- Toboz (kőplasztika, 1988, Miskolc)
- Kiss Ferenc-emléktábla (márvány, bronz portrédomborművel, 1989, Budapest, XI. ker.).

## Művei közgyűjteményekben
- Báthory Múzeum, Nyírbátor
- Déri Múzeum, Debrecen
- Magyar Nemzeti Galéria, Budapest
- Dante Múzeum, Ravenna
- Magángyűjtemények: Budapest, Stockholm, Zürich, Párizs és New York